# 八栗駅

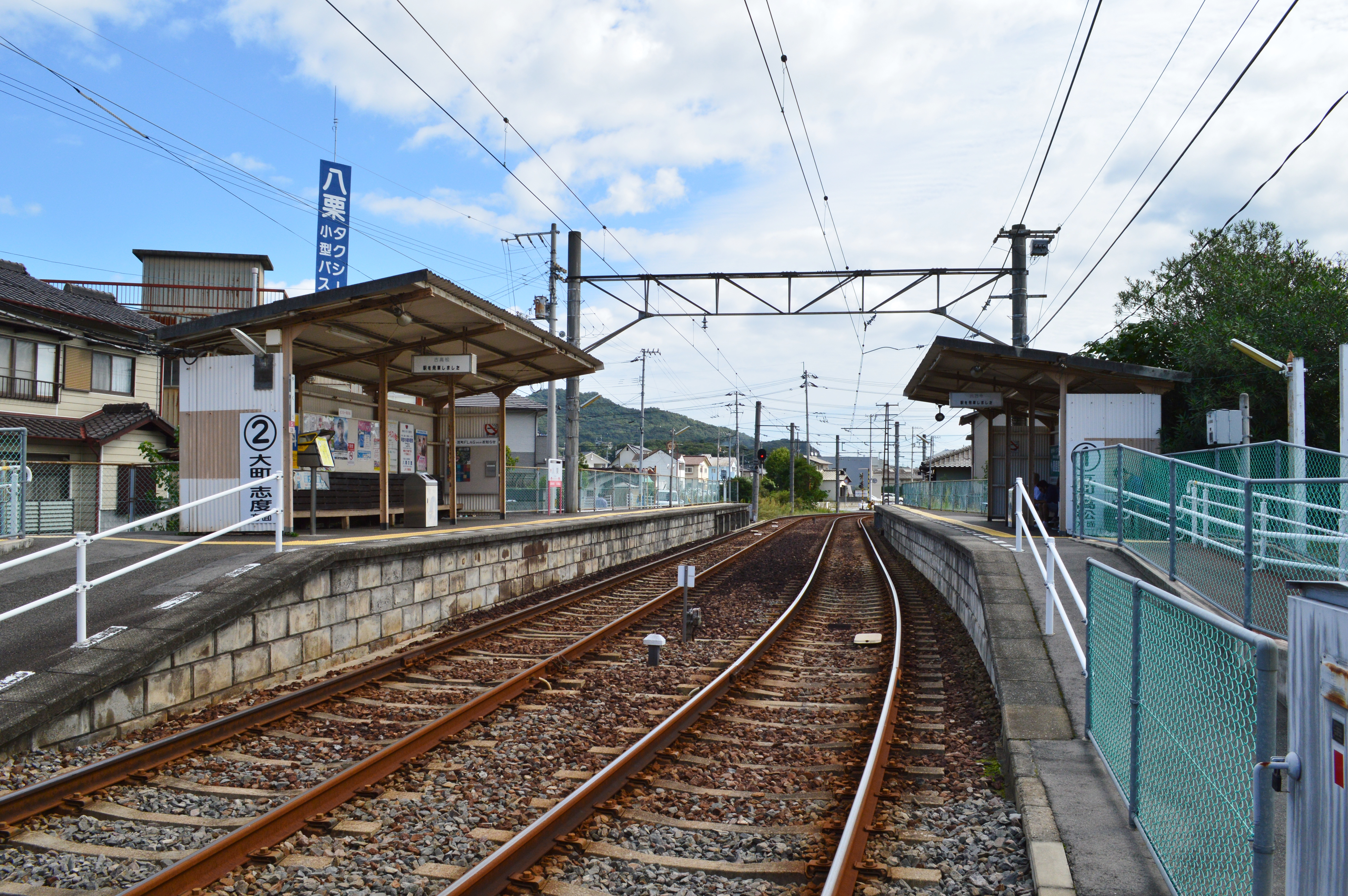
構内（2016年10月）

八栗駅（やくりえき）は、香川県高松市牟礼町牟礼にある、高松琴平電気鉄道志度線の駅である。駅番号はS08。
IruCa取り扱い窓口・IruCa定期券窓口がある。庵治石で有名な牟礼町や庵治町への最寄駅であり、駅敷地内に庵治石のオブジェが飾られている。

## 駅構造
相対式2面2線ホームの地上駅である。途中下車指定駅。駅舎に近いホームが2番線で、かつては上り方面にも信号機が設置されており、折り返し列車が存在した。
のりば
| 乗り場 | 路線    | 方向 | 行先               |
| ------ | ------- | ---- | ------------------ |
| 1      | ■志度線 | 上り | 琴電屋島・瓦町方面 |
| 2      | ■志度線 | 下り | 琴電志度方面       |

### 直前駅出発通知
志度方面からの電車が直前の駅である六万寺を発車すると、『次の電車は六万寺を発車しました』との表示が1番乗り場において点灯する。
また瓦町方面からの電車が直前の駅に当る古高松を発車すると、『次の電車は古高松を発車しました』との表示が2番乗り場において点灯する。
駅名の部分だけ光る構造である。

## 利用状況
1日の平均乗降人員は以下の通りである。
| 1日乗降人員推移 | 1日乗降人員推移 |
| 年度            | 1日平均人数     |
| --------------- | --------------- |
| 2011年          | 984             |
| 2012年          | 987             |
| 2013年          | 951             |
| 2014年          | 925             |
| 2015年          | 957             |
| 2016年          | 968             |
| 2017年          | 967             |
| 2018年          | 930             |

## 駅周辺
- ことでんバス「ことでん八栗駅前」バス停、八栗バス停
- 八栗寺 - 四国第八十五番霊場
- 石の民俗資料館
- イサム・ノグチ庭園美術館
- 八栗登山口駅 - 四国ケーブル八栗ケーブル
- 古高松南駅 - 四国旅客鉄道高徳線
- むれ源平 石あかりロード
- 洲崎寺
- 王墓（おうはか） - 古高松駅方の踏切の先の交差点名の元となった遺跡。景行天皇の王子で讃岐の国造の始祖神櫛王の墓所、との旧牟礼町教育委員会の看板がある。宮内庁管理である。
- 百十四銀行八栗支店・同庵治出張所・古高松支店
- 香川銀行屋島支店・同源平通出張所・潟元支店
- 香川県道36号高松牟礼線
- 香川県道155号牟礼中新線（旧11号線） - 当駅近くの王墓交差点から高松町交差点まで県道36号重複。
- 香川県道150号屋島停車場屋島公園線
- 国道11号

## 歴史
- 1911年（明治44年）11月18日 東讃電気軌道の駅として開業。
- 1943年（昭和18年）11月1日 高松琴平電気鉄道志度線の駅となる。
- 1945年（昭和20年）1月26日 当駅～琴電志度間休止、終着駅となる。
- 1949年（昭和24年）10月9日 当駅～琴電志度間営業再開、再び中間駅となる。

## 隣の駅
高松琴平電気鉄道
■志度線
古高松駅 (S07) - 八栗駅 (S08)  - 六万寺駅 (S09)